# Christian Hellmich
Christian Hellmich (* 23. November 1971 in Langenfeld) ist ein österreichischer Bauingenieur. Hellmich ist seit 2011 Universitätsprofessor für Festigkeitslehre und Numerische Mechanik am Institut für Mechanik der Werkstoffe und Strukturen (kurz IMWS) an der Technischen Universität Wien und ist seit 2012 Institutsleiter des IMWS. Im Jahr 2004 hat er den Kardinal-Innitzer-Förderungspreis und 2010 einen ERC Starting Independent Researcher Grant bekommen.

## Leben
Christian Hellmich studierte nach seiner Matura in Eisenstadt in Wien von 1990 bis 1995 Bauingenieurwesen an der TU Wien. 1999 schloss er mit Auszeichnung sein Doktoratsstudium ab und 2004 habilitierte er sich an der TU Wien für Festigkeitslehre und Biomechanik. 2000 bis 2002 war er Max Kade postdoctoral research fellowship am Massachusetts Institute of Technology.
Er veröffentlichte über 100 begutachtete Artikel in wissenschaftlichen Journalen. Bekannt ist er für seine Arbeiten vor allem in der Kontinuumsmechanik, insbesondere in den Bereichen Knochen und Mikromechanik von Beton.
Er hat mit seiner Frau Regina drei Töchter.

## Auszeichnungen
- 2001: gewähltes Mitglied des Massachusetts Institute of Technology Chapter of Sigma Xi, The Research Society[1]
- 2004: Kardinal-Innitzer-Förderungspreis[3]
- 2005: Anerkennungspreis des Landes Niederösterreich für Wissenschaft[11]
- 2007: Poster Award of the German Society for Oral and Maxillofacial Medicine (zusammen mit C. Kober, S. Stübinger, B. Erdmann, T. Radtke, R. Sader, H.-F. Zeilhofer)[12]
- 2008: O. C. Zienkiewicz Award for Young Scientists in Computational Engineering Sciences[13]
- 2010: ERC Starting Grant[14] des Europäischen Forschungsrates (ERC)[4][15][16][17]
- 2011: Junge Kurie der Österreichischen Akademie der Wissenschaften[18]
- 2012: Walter L. Huber Research Prize der American Society of Civil Engineers (ASCE)[19]
- 2014: Fellow der American Society of Civil Engineers (ASCE)[20]
- 2019: Korrespondierendes Mitglied der Österreichischen Akademie der Wissenschaften

## Schriften
- Josef Eberhardsteiner, Christian Hellmich, Herbert A Mang, Jacques Périaux: ECCOMAS Multidisciplinary Jubilee Symposium – New Computational Challenges in Materials, Structures, and Fluids. In: Computational Methods in Applied Sciences. Band 14. Springer, Wien, New York 2009, ISBN 978-1-4020-9230-5 (358 S., springer.com).
- Adam J Nolte, Christopher M Stafford, Teng Li, Pil J Yoo, John Harding, Sheng Lin-Gibson, John Spencer Evans, Kiyotaka Shiba, Christian Hellmich, Ulrike GK Wegst, Markus J. Buehler, Roger Narayan, Peter Kiesel, David Nolte, Xudong Fan, Martin Zillman: Soft Matter, Biological Materials and Biomedical Materials — Synthesis, Characterization and Applications. In: MRS Proceedings. Band 1301. Cambridge Univ Press, ISBN 978-1-60511-278-7 (293 S., cambridge.org).
- Petra Gruber, Dietmar Bruckner, Christian Hellmich, Heinz-Bodo Schmiedmayer, Herbert Stachelberger, Ille C Gebeshuber: Biomimetics–Materials, Structures and Processes: Examples, Ideas and Case Studies. Springer Science & Business Media, 2011, ISBN 978-3-642-11933-0 (266 S., springer.com).
- Christian Hellmich, Markus Lukacevic, Alexander Dejaco, Romande Blanchard, Mehran Shahidi, Krzysztof Luczynski, Stefan Scheiner, Markus Königsberger, Bernhard Pichler, Viktória Vass, Maria Pastrama, Pedro Godinho: Skriptum zur Vorlesung aus Festigkeitslehre. Hrsg.: Institut für Mechanik der Werkstoffe und Strukturen der Technischen Universität Wien. Wintersemester 2015/2016 Auflage. Wien 2015 (112 S.).